# Вайханский, Борис Семёнович
Вайханский Борис Семёнович (12 мая 1952, Минск, СССР) — поэт, композитор и автор-исполнитель.

## Биография
Окончил Белорусский государственный институт народного хозяйства им. В. В. Куйбышева (1974). Экономист. Песни пишет с 1967 г. преимущественно на свои стихи, а также на стихи любимых отечественных и зарубежных поэтов. Занимается поэтическими переводами с немецкого, французского, чешского, английского, итальянского языков, а также с идиш и иврита. Выступает на профессиональной сцене с 1988 г. C 1996 г. был солистом Белоруской государственной филармонии, с ноября 2015 г. живёт в Израиле, продолжая творческую деятельность.
Выступает дуэтом с женой Галиной, иногда в их выступлениях участвует также дочь Екатерина.

## Награды
Победитель фестиваля авторской песни памяти Валерия Грушина (Куйбышев, 1978).

## Творчество
Автор 15 музыкальных дисков:
1. 1988 — «Эти редкие свидания»
2. 1990 — «Останься хоть тенью»
3. 1997 — «Анинские ночи»
4. 1999 — «Песни на облаке»
5. 2001 — «Избранное»
6. 2004 — «Вяртанне» (песни на белорусском языке)
7. 2005 — «Про Борю-Бегемота» (детский альбом)
8. 2005 — «Chansons D’Amour» (песни о любви на немецком языке)
9. 2005 — «Mein blaues klavier» (песни на стихи Эльзы Ласкер-Шюлер на русском, белорусском и немецком языках)
10. 2006 — «Kommt, reden wir zusammen» (песни на немецком языке)
11. 2007 — «Серебряные часы»
12. 2010 — «Линия жизни»
13. 2014 — «Мелодии Браславских озёр»
14. 2015 — «Прощание с августом»
15. 2019 — «Я продолжаю петь»

Автор печатных книг:
- 1991 — «Пусть идёт этот дождь» (издательство «Мастацкая літаратура», Минск);
- 2012 — «Эволюционное танго» (издательство «Богородский печатник», Москва)